# Públio Valério Publícola
Públio Valério Publícola (m. 503 a.C.; em latim: Publius Valerius Poplicola) foi um dos quatro líderes da revolução que derrubou a monarquia romana e eleito cônsul sufecto em 509 a.C. depois que Lúcio Tarquínio Colatino foi obrigado a renunciar. Foi eleito cônsul por mais três vezes, em 508, 507 e 504 a.C. com Tito Lucrécio Tricipitino, Marco Horácio Púlvilo e mais uma vez Tricipitino respectivamente. Seu agnome, também escrito como "Poplicola", significava "amigo do povo". 
Os autores de "O Federalista" durante a Revolução norte-americana utilizaram o pseudônimo "Publius" em sua homenagem.

## Primeiros anos
Segundo Lívio e Plutarco, a família de Publícola era de origem sabina e, com o nome "Valério", se assentou em Roma durante o reinado do rei dos sabinos Tito Tácio (séc. VIII a.C.) e lutaram pela unificação pacífica de ambas as regiões. Esta família é considerada a antecessora da gente Valéria.
A família de Publícola era muito rica. Era filho de Valério Voleso e irmão de Marco Valério Voluso, cônsul em 505 a.C.. Era irmão ou pai de Mânio Valério Máximo, ditador em 494 a.C.. Casou-se e teve uma filha chamada Valéria. Antes de ser eleito para um cargo público, Publícola trabalhou defendendo a plebe romana às suas custas.

## Queda da monarquia romana

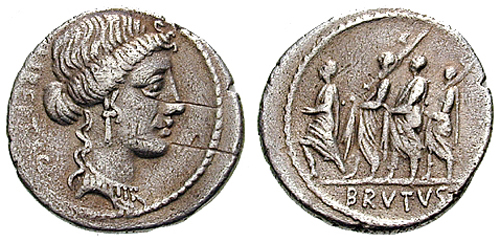
Busto da deusa romana Libertas no verso. O cônsul Lúcio Júnio Bruto, companheiro de Publícola, entre dois lictores com seus fasces e um accensus.

Em 509 a.C., com Lúcio Tarquínio Colatino, Espúrio Lucrécio Tricipitino e o próprio Valério, Lúcio Júnio Bruto liderou a revolta que encerrou a monarquia romana e baniu o tirânico rei de Roma, Lúcio Tarquínio Soberbo e sua família, os Tarquínios, de origem etrusca. Os romanos instituíram então o cargo de cônsul e fundaram a República Romana. Bruto e Colatino foram eleitos os dois primeiros a ocuparem a posição.
Os Tarquínio conspiraram com alguns membros insatisfeitos das gentes Aquília e Vitélia, beneficiárias das benesses do regime deposto, para assassinar os dois cônsules. Publícola ofi informado pelo escravo Vindício e investigou o assunto pessoalmente, esgueirando-se pela casa de Aquílio até encontrar evidências incriminatórias. Com base nelas, os dois cônsules lideraram um julgamento público e os conspiradores, incluindo os dois filhos de Bruto (Tito e Tibério), foram considerados culpados e condenados à morte. O próprio Valério teve um papel importante no julgamento.

## Consulado e Batalha de Silva Arsia (509 a.C.)
Colatino trabalhou com os parentes de Tarquínio Soberbo para tentar recuperar pelo menos suas propriedades. Depois de uma fracassada conspiração, Colatino foi forçado a renunciar e deixou Roma. Publícola foi eleito logo em seguida para substituí-lo como cônsul sufecto, com o objetivo de terminar seu mandato.
A família de Soberbo, o rei deposto, era originária de Tarquinia, na Etrúria, conseguiu angariar o apoio dela e também de Veios para formar um exército para marchar contra Roma. Os dois cônsules, Bruto e Valério, à frente do exército romano, seguiram para enfrentá-lo na Batalha de Silva Arsia, na qual Valério comandou a infantaria e Bruto, a cavalaria. À frente da infantaria, Bruto iniciou o ataque cedo demais e acabou sendo morto, mas, depois de um início incerto, no qual as alas direitas de ambas as forças venceram seus embates, a infantaria romana conseguiu expulsar as tropas reais. Valério recolheu todos os espólios etruscos e retornou para Roma para celebrar um triunfo em 1 de março de 509 a.C.. No evento, Valério Publícola desfilou numa quadriga, o que tornar-se-ia a tradição nos futuros triunfos. Ele também preparou e realizou um magnífico funeral para Bruto, proferindo um memorável discurso em sua honra.
Lívio escreveu que, no final do mesmo ano, Valério lutou novamente contra os veios, mas é incerto se ele se referia a uma continuação da Batalha de Silva Arsia ou se a uma nova guerra. Também não se sabe o desfecho deste novo combate.
| “ | Eles atribuem estranhos incidentes a esta batalha: que, no silêncio da noite seguinte, uma voz muito alta foi ouvida na floresta arsiana; acreditava-se tratar-se da voz de Silvano. Estas palavras foram ditas: "que mais dos etrúrios caiam na batalha por conta de um; que os romanos eram vitoriosos na guerra". Certamente os romanos partiram vitoriosos e os etrúrios, aniquilados. | ” |
|   | — Lívio, História Romana II, 7. |   |

## Reformas durante o primeiro consulado

Fasces, a arma dos lictores consulares, com a lâmina de machado, proibida por Públicola em seu primeiro consulado.

Depois da morte de Bruto, Públio Valério Publícola tornou-se o único cônsul em Roma, um posto que manteve sem marcar novas eleições. Ele começou a construir uma magnífica residência no alto do monte Vélia, que era visível, de forma pouco discreta, do edifício do Senador. Quando as pessoas começaram a comentar que Valério pretendia re-estabelecer a monarquia, ele interrompeu a construção e demoliu a obra em uma única noite. Valério se defendeu perante a Assembleia da plebe, tendo primeiro abaixado as fasces de seus lictores como sinal de respeito: "Acabei de libertar Roma, com bravura, mas agora sou difamado, como se fosse outro Aquílio ou um Vitélio. Sou um amargo inimigo de antigos reis e, por isso, não deveria ser acusado de querer ser rei". Ele se propôs a mudar sua nova casa para o sopé e não o topo do monte Vélia para diminuir as suspeitas contra ele. Sua casa acabou sendo construída no local onde, no futuro, seria construído o Templo da Vitória.
Antes das iminentes eleições, Publícola preencheu novamente o Senado, cujos números haviam sido muito reduzidos pela recente guerra contra Tarquínio. São dele também algumas das mais populares e persistentes leis romanas, que vigorariam por séculos:
- Qualquer romano poderá ser eleito cônsul;
- Cabe apelação às decisões dos cônsules;
- Qualquer um que tomar um cargo sem o voto popular será executado;
- Qualquer um que tentar re-estabelecer a monarquia poderá ser executado por qualquer cidadão sem julgamento prévio, uma lei que seria invocada pelos liberatores mais de 400 anos depois como justificativa;
- Os romanos pobres não devem ser taxados;
- Patrícios seriam punidos de forma mais severa do que os plebeus por desobedeceram um cônsul.
- O controle do tesouro foi retirado dos cônsules. Ele foi fisicamente depositado no Templo de Saturno e deixado sob os cuidados de questores especificamente nomeados para esta função.

Publícola também removeu as lâminas de machados dos tradicionais fasces carregados no Pomério, o interior sagrado da cidade de Roma. Por conta disto, recebeu o apelido de "amigo do povo" (em latim: "Publicola").

## Quatro consulados
Valério Publícola foi eleito cônsul ainda em 508, 507 e 504 a.C.. No final de 509 a.C., ele próprio conduziu as eleições depois da morte de Bruto e o já idoso Espúrio Lucrécio Tricipitino foi escolhido cônsul sufecto para terminar seu mandato. Lucrécio morreu uns poucos dias depois e Marco Horácio Púlvilo foi eleito em seu lugar. Em 508 e 504 a.C., seu colega foi Tito Lucrécio Tricipitino, e Marco Horácio Púlvilo foi seu colega novamente em 507 a.C.

## Guerra contra Clúsio

Cerco de Roma por Lars Porsena e o ataque à Ponte Sublício.

Em 508 a.C., Lars Porsena, o rei de Clúsio, atacou Roma a pedido de Tarquínio Soberbo. Segundo Plutarco, tanto Publícola e seu companheiro, o cônsul Tito Lucrécio, foram feridos gravemente durante a batalha. Durante o cerco, Publícola realizou um ataque contra os cercados, derrotando um destacamento clúsio. Segundo Plutarco, Valério negociou um tratado de paz com Porsena e encerrou a guerra: ele entregaria reféns, incluindo a sua filha Valéria, e Porsena os protegeria dos Tarquínios.

## Guerra contra os sabinos
Em 506 a.C., os sabinos atacaram Roma. No ano seguinte, enquanto seu irmão, Marco era cônsul, Publícola participou de duas vitórias romanas e a invasão foi rechaçada. O povo recompensou-o com uma casa no monte Palatino.
No mesmo ano, a Liga Latina e os sabinos ameaçaram novamente Roma com um enorme exército. Embora as negociações terem sido interrompidas, Publícola conseguiu interferir na política interna sabina ao ajudar Átio Clauso, que, com a ajuda de Públicola, mudou-se para Roma com 5 000 sabinos. Ele foi aceito como cidadão romano com o nome de Ápio Cláudio e fundou a gente Cláudia. Quando os sabinos tentaram cercar Roma, Publícola comandou com sucesso o exército, antecipando e frustrando seus movimentos. Ele foi eleito cônsul em 504 a.C. (a quarta vez) e guerreou com sucesso contra os sabinos, celebrando um triunfo em maio do mesmo ano.

## Morte
Públio Valério Publícola morreu em 503 a.C., pouco depois de passar o cargo de cônsul aos seus sucessores, Agripa Menênio Lanato e Públio Postúmio Tuberto. Lívio relata que, na época de sua morte, Publícola era considerado, "por consentimento universal como sendo o mais habilidoso dos romanos, nas artes da paz e da guerra". Tinha pouco dinheiro e seu funeral foi financiado por dinheiro público. As matronas romanas se vestiram de luto por ele, como já haviam feito por Lúcio Júnio Bruto antes.
Por decreto, cada cidadão contribuiu com um quadrante para o funeral e seus restos foram sepultados no interior da cidade, no monte Vélia.

## Legado
Em uma coleção de 85 ensaios defendendo a adoção da Constituição dos Estados Unidos, escritos entre 1787 e 1788 por Alexander Hamilton, James Madison e John Jay (conhecidos coletivamente como "O Federalista"), os três utilizaram o pseudônimo de "Publius" em homenagem ao papel de Publícola na fundação da República Romana.